# 1999 a filmművészetben

## Események
- április 7. – A Csillagok háborúja rajongói megkezdik a sorban állást a mozik előtt Westwoodban és Hollywoodban, hogy jegyet vehessenek a Csillagok háborúja I: Baljós árnyak című filmre.
- május – A George Lucas rendezte Csillagok háborúja I: Baljós árnyak bemutatójához kötve új hangminőség jelenik meg a multiplex mozikban: a Stereo Dolby Surround. Ez az első nagyjátékfilm, amelyet ilyen hangtechnikával forgattak le és hoztak világszerte forgalomba.
- Tovább fiatalodik a mozik törzsközönsége. A mozibevételek kétharmada a fiataloktól származik az USA-ban.

## Sikerfilmek
| #  | cím                                 | stúdió     | összbevétel  | észak-amerikai bevétel | gyártási költség |
| -- | ----------------------------------- | ---------- | ------------ | ---------------------- | ---------------- |
| 1  | Csillagok háborúja I: Baljós árnyak | Fox        | $924 317 558 | $431 088 301           | $115 000         |
| 2  | Hatodik érzék                       | Disney     | $672 806 292 | $293 506 292           | $40 000          |
| 3  | Toy Story – Játékháború 2.          | Disney     | $485 015 179 | $245 852 179           | $90 000          |
| 4  | Mátrix                              | Warner     | $463 517 383 | $171 479 930           | $63 000          |
| 5  | Tarzan                              | Disney     | $448 191 819 | $171 091 819           | $130 000         |
| 6  | A múmia                             | Universal  | $415 933 406 | $155 385 488           | $80 000          |
| 7  | Sztárom a párom                     | Universal  | $363 889 678 | $116 089 678           | $42 000          |
| 8  | A világ nem elég                    | MGM        | $361 832 400 | $126 943 684           | $135 000         |
| 9  | Amerikai szépség                    | DreamWorks | $356 296 601 | $130 096 601           | $15 000          |
| 10 | KicsiKÉM – Austin Powers 2.         | New Line   | $312 016 858 | $206 040 086           | $33 000          |

## Filmbemutatók

### Magyar filmek
| Cím                                      | Rendező           |
| ---------------------------------------- | ----------------- |
| 6:3, avagy játszd újra Tutti!            | Tímár Péter       |
| Az alkimista és a szűz                   | Kamondi Zoltán    |
| Cukorkékség                              | Pohárnok Gergely  |
| Egy tél az Isten háta mögött             | Can Togay         |
| Észak, észak                             | Bollók Csaba      |
| Európa expressz                          | Horváth Csaba     |
| Gengszterfilm                            | Szomjas György    |
| Hasfalmetszők                            | Bernáth Zsolt     |
| Hippolyt                                 | Kabay Barna       |
| Kalózok                                  | Sas Tamás         |
| Kínai védelem                            | Tompa Gábor       |
| Közel a szerelemhez                      | Salamon András    |
| A Napfény íze                            | Szabó István      |
| Nekem lámpást adott kezembe az Úr Pesten | Jancsó Miklós     |
| Nyári mozi                               | Tolnai Szabolcs   |
| Simon mágus                              | Enyedi Ildikó     |
| Visszatérés: Kicsi, de nagyon erős II.   | Grunwalsky Ferenc |

### Észak-amerikai, országos bemutatók
január – december
| Magyar cím                                 | Eredeti cím                               | Rendező                            | Stúdió / Forgalmazó   | [ 5 ] |
| ------------------------------------------ | ----------------------------------------- | ---------------------------------- | --------------------- | ----- |
| 10 dolog, amit utálok benned               | 10 Things I Hate About You                | Gil Junger                         | Buena Vista           |       |
| A 13. emelet                               | The Thirteenth Floor                      | Josef Rusnak                       | Sony / Columbia       |       |
| A 13. harcos                               | The 13th Warrior                          | John McTiernan                     | Buena Vista           |       |
| 200 szál cigi                              | 200 Cigarettes                            | Risa Bramon Garcia                 | Paramount Pictures    |       |
| 8MM                                        | 8MM                                       | Joel Schumacher                    | Sony / Columbia       |       |
| Állj, vagy jövök!                          | Blue Streak                               | Les Mayfield                       | Sony / Columbia       |       |
| Az Álmosvölgy legendája                    | Sleepy Hollow                             | Tim Burton                         | Paramount Pictures    |       |
| Amerikai pite                              | American Pie                              | Paul Weitz                         | Universal Pictures    |       |
| Amerikai szépség                           | American Beauty                           | Sam Mendes                         | DreamWorks Pictures   |       |
| Angyal a lépcsőn                           | Angela's Ashes                            | Alan Parker                        | Paramount Pictures    |       |
| Anna és a király                           | Anna and the King                         | Andy Tennant                       | 20th Century Fox      |       |
| Apafej                                     | Big Daddy                                 | Dennis Dugan                       | Sony / Columbia       |       |
| Árvák hercege                              | The Cider House Rules                     | Lasse Hallström                    | Miramax Films         |       |
| Az asztronauta                             | The Astronaut's Wife                      | Rand Ravich                        | New Line Cinema       |       |
| Az átok                                    | The Haunting                              | Jan de Bont                        | DreamWorks Pictures   |       |
| A bambanő                                  | Never Been Kissed                         | Raja Gosnell                       | 20th Century Fox      |       |
| A bennfentes                               | The Insider                               | Michael Mann                       | Buena Vista           |       |
| Bigyó felügyelő                            | Inspector Gadget                          | David Kellogg                      | Buena Vista           |       |
| Bosszúból jeles                            | Teaching Mrs. Tingle                      | Kevin Williamson                   | Miramax Films         |       |
| Börtönpalota                               | Brokedown Palace                          | Jonathan Kaplan                    | 20th Century Fox      |       |
| Briliáns csapda                            | Entrapment                                | Jon Amiel                          | 20th Century Fox      |       |
| A bűn mélyén                               | In Too Deep                               | Michael Rymer                      | Miramax Films         |       |
| Carla új élete                             | The Other Sister                          | Garry Marshall                     | Buena Vista           |       |
| A csaj nem jár egyedül                     | She's All That                            | Robert Iscove                      | Miramax Films         |       |
| Csak egy kis pánik                         | Analyze This                              | Harold Ramis                       | Warner Bros.          |       |
| Csapás a múltból                           | Blast from the Past                       | Hugh Wilson                        | New Line Cinema       |       |
| Csillagok háborúja I: Baljós árnyak        | Star Wars: Episode I - The Phantom Menace | George Lucas                       | 20th Century Fox      |       |
| A csontember                               | The Bone Collector                        | Phillip Noyce                      | Universal Pictures    |       |
| Denevérek                                  | Bats                                      | Louis Morneau                      | Destination Films     |       |
| Derék Dudley                               | Dudley Do-Right                           | Hugh Wilson                        | Universal Pictures    |       |
| Detroit Rock City                          | Detroit Rock City                         | Adam Rifkin                        | New Line Cinema       |       |
| Dilidoki                                   | Mumford                                   | Lawrence Kasdan                    | Buena Vista           |       |
| Dogma                                      | Dogma                                     | Kevin Smith                        | Lionsgate Films       |       |
| Drog osztag                                | The Mod Squad                             | Scott Silver                       | Metro-Goldwyn-Mayer   |       |
| Düh: Carrie 2.                             | The Rage: Carrie 2                        | Katt Shea                          | Metro-Goldwyn-Mayer   |       |
| Ébresztő                                   | Trippin'                                  | David Raynr                        | October Films         |       |
| Ed TV                                      | EDtv                                      | Ron Howard                         | Universal Pictures    |       |
| Egy kapcsolat vége                         | The End of the Affair                     | Neil Jordan                        | Sony / Columbia       |       |
| Egy sorozatgyilkos nyara                   | Summer of Sam                             | Spike Lee                          | Buena Vista           |       |
| Életfogytig                                | Life                                      | Ted Demme                          | Universal Pictures    |       |
| Elmo nagy kalandja                         | The Adventures of Elmo in Grouchland      | Gary Halvorson                     | Sony / Columbia       |       |
| Első látásra                               | At First Sight                            | Irwin Winkler                      | Metro-Goldwyn-Mayer   |       |
| Ember a Holdon                             | Man on the Moon                           | Miloš Forman                       | Universal Pictures    |       |
| Eszményi férj                              | An Ideal Husband                          | Oliver Parker                      | Miramax Films         |       |
| Észvesztő                                  | Girl, Interrupted                         | James Mangold                      | Sony / Columbia       |       |
| Fantasia 2000                              | Fantasia 2000                             | több rendező                       | Buena Vista           |       |
| Farkaséhség                                | Ravenous                                  | Antonia Bird                       | 20th Century Fox      |       |
| Fekete maszk                               | Hak hap                                   | Daniel Lee                         | Artisan Entertainment |       |
| Fergeteges forgatás                        | Bowfinger                                 | Frank Oz                           | Universal Pictures    |       |
| A férjfogó                                 | Love Stinks                               | Jeff Franklin                      | Independent Artists   |       |
| Fruska gate                                | Dick                                      | Andrew Fleming                     | Sony / Columbia       |       |
| Galaxy Quest – Galaktitkos küldetés        | Galaxy Quest                              | Dean Parisot                       | DreamWorks Pictures   |       |
| Gimiboszi                                  | Election                                  | Alexander Payne                    | Paramount Pictures    |       |
| Gloria                                     | Gloria                                    | Sidney Lumet                       | Sony / Columbia       |       |
| Gyilkos álmok                              | In Dreams                                 | Neil Jordan                        | DreamWorks Pictures   |       |
| Háborgó mélység                            | Deep Blue Sea                             | Renny Harlin                       | Warner Bros.          |       |
| Halálsoron                                 | The Green Mile                            | Frank Darabont                     | Warner Bros.          |       |
| Hallasd a hangodat                         | Light it Up                               | Craig Bolotin                      | 20th Century Fox      |       |
| Harcosok klubja                            | Fight Club                                | David Fincher                      | 20th Century Fox      |       |
| Hármasban szép az élet                     | Three to Tango                            | Damon Santostefano                 | Warner Bros.          |       |
| Hatodik érzék                              | The Sixth Sense                           | M. Night Shyamalan                 | Buena Vista           |       |
| Ház a Kísértet-hegyen                      | House on Haunted Hill                     | William Malone                     | Warner Bros.          |       |
| Hazudós Jakab                              | Jakob the Liar                            | Peter Kassovitz                    | Sony / Columbia       |       |
| Hazugságok labirintusa                     | Goodbye Lover                             | Roland Joffé                       | Warner Bros.          |       |
| Hetedik érzék                              | Stir of Echoes                            | David Koepp                        | Artisan Entertainment |       |
| Hivatali patkányok                         | Office Space                              | Mike Judge                         | 20th Century Fox      |       |
| Hó hull a cédrusra                         | Snow Falling on Cedars                    | Scott Hicks                        | Universal Pictures    |       |
| A holtak útja                              | Bringing Out the Dead                     | Martin Scorsese                    | Paramount Pictures    |       |
| Holtunkiglan                               | The Best Man                              | Malcolm D. Lee                     | Universal Pictures    |       |
| Hurrikán                                   | The Hurricane                             | Norman Jewison                     | Universal Pictures    |       |
| Ideglelés                                  | The Blair Witch Project                   | Daniel Myrick és Eduardo Sánchez   | Artisan Entertainment |       |
| Az igazság napja                           | True Crime                                | Clint Eastwood                     | Warner Bros.          |       |
| Ilyen a boksz                              | Play It to the Bone                       | Ron Shelton                        | Buena Vista           |       |
| Ítéletnap                                  | End of Days                               | Peter Hyams                        | Universal Pictures    |       |
| Jeanne d’Arc – Az orléans-i szűz           | The Messenger: The Story of Joan of Arc   | Luc Besson                         | Sony / Columbia       |       |
| A John Malkovich menet                     | Being John Malkovich                      | Spike Jonze                        | USA Films             |       |
| Jótanácsok kamaszoknak                     | Outside Providence                        | Michael Corrente                   | Miramax Films         |       |
| Kedvenc marslakóm                          | My Favorite Martian                       | Donald Petrie                      | Buena Vista           |       |
| Kegyetlen játékok                          | Cruel Intentions                          | Roger Kumble                       | Sony / Columbia       |       |
| A kék szörny                               | Doug's 1st Movie                          | Maurice Joyce                      | Buena Vista           |       |
| Kemény dió                                 | Jawbreaker                                | Darren Stein                       | Sony / Columbia       |       |
| A keresztapus                              | Mickey Blue Eyes                          | Kelly Makin                        | Warner Bros.          |       |
| A kétszáz éves ember                       | Bicentennial Man                          | Chris Columbus                     | Buena Vista           |       |
| Kettős kockázat                            | Double Jeopardy                           | Bruce Beresford                    | Paramount Pictures    |       |
| Kéz őrület!                                | Idle Hands                                | Rodman Flender                     | Sony / Columbia       |       |
| KicsiKÉM – Austin Powers 2.                | Austin Powers: The Spy Who Shagged Me     | Jay Roach                          | New Line Cinema       |       |
| A király és én                             | The King and I                            | Richard Rich                       | Warner Bros.          |       |
| Kivert kutya                               | A Dog of Flanders                         | Kevin Brodie                       | Warner Bros.          |       |
| Vírus – Pusztító idegen                    | Virus                                     | John Bruno                         | Universal Pictures    |       |
| Magnólia                                   | Magnolia                                  | Paul Thomas Anderson               | New Line Cinema       |       |
| Majd, ha fagy!                             | Mystery, Alaska                           | Jay Roach                          | Buena Vista           |       |
| Mátrix                                     | The Matrix                                | Andy Wachowski és Lana Wachowski   | Warner Bros.          |       |
| Minden héten háború                        | Any Given Sunday                          | Oliver Stone                       | Warner Bros.          |       |
| Mindenütt jó                               | Anywhere But Here                         | Wayne Wang                         | 20th Century Fox      |       |
| Minizsenik                                 | Baby Geniuses                             | Bob Clark                          | Sony / Columbia       |       |
| Mint a hurrikán                            | Forces of Nature                          | Bronwen Hughes                     | DreamWorks Pictures   |       |
| Mocskos zsaruk                             | The Corruptor                             | James Foley                        | New Line Cinema       |       |
| A múmia                                    | The Mummy                                 | Stephen Sommers                    | Universal Pictures    |       |
| Muppet show az űrből                       | Muppets from Space                        | Tim Hill                           | Sony / Columbia       |       |
| A múzsa csókja                             | The Muse                                  | Albert Brooks                      | USA Films             |       |
| Mystery Men – Különleges hősök             | Mystery Men                               | Kinka Usher                        | Universal Pictures    |       |
| Nyomás!                                    | Go                                        | Doug Liman                         | Sony / Columbia       |       |
| Októberi égbolt                            | October Sky                               | Joe Johnston                       | Universal Pictures    |       |
| Oltári nő                                  | Runaway Bride                             | Garry Marshall                     | Paramount Pictures    |       |
| Oltári vőlegény                            | The Bachelor                              | Gary Sinyor                        | New Line Cinema       |       |
| Őrjítő szerelem                            | Drive Me Crazy                            | John Schultz                       | 20th Century Fox      |       |
| Ösztön                                     | Instinct                                  | Jon Turteltaub                     | Buena Vista           |       |
| A pálya csúcsán                            | For Love of the Game                      | Sam Raimi                          | Universal Pictures    |       |
| Párosban a városban                        | The Out-of-Towners                        | Sam Weisman                        | Paramount Pictures    |       |
| Pokémon: Az első film                      | Pokemon: The First Movie                  | Michael Haigney és Kunihiko Jujama | Warner Bros.          |       |
| Prérifarkas blues                          | Varsity Blues                             | Brian Robbins                      | Paramount Pictures    |       |
| Robbanáspont                               | Chill Factor                              | Hugh Johnson                       | Warner Bros.          |       |
| Sárkányikrek                               | Shuang long hui                           | Ringo Lam és Hark Tsui             | Miramax Films         |       |
| Sivatagi cápák                             | Three Kings                               | David O. Russell                   | Warner Bros.          |       |
| South Park – Nagyobb, hosszabb és vágatlan | South Park: Bigger, Longer & Uncut        | Trey Parker                        | Paramount Pictures    |       |
| Srácok                                     | The Wood                                  | Rick Famuyiwa                      | Paramount Pictures    |       |
| Stigmata                                   | Stigmata                                  | Rupert Wainwright                  | Metro-Goldwyn-Mayer   |       |
| Stuart Little, kisegér                     | Stuart Little                             | Rob Minkoff                        | Sony / Columbia       |       |
| Sülve-főve                                 | Simply Irresistible                       | Mark Tarlov                        | 20th Century Fox      |       |
| Szentivánéji álom                          | A Midsummer Night's Dream                 | Michael Hoffman                    | Fox Searchlight       |       |
| Szépségtépő verseny                        | Drop Dead Gorgeous                        | Michael Patrick Jann               | New Line Cinema       |       |
| Szerelmeslevél                             | The Love Letter                           | Peter Chan                         | DreamWorks Pictures   |       |
| A szív dallamai                            | Music of the Heart                        | Wes Craven                         | Miramax Films         |       |
| A szomszéd                                 | Arlington Road                            | Mark Pellington                    | Sony / Columbia       |       |
| A szörny                                   | Lake Placid                               | Steve Miner                        | 20th Century Fox      |       |
| Sztárom a párom                            | Notting Hill                              | Roger Michell                      | Universal Pictures    |       |
| Szuper haver                               | The Iron Giant                            | Brad Bird                          | Warner Bros.          |       |
| Szupersztár                                | Superstar                                 | Bruce McCulloch                    | Paramount Pictures    |       |
| A tábornok lánya                           | The General's Daughter                    | Simon West                         | Paramount Pictures    |       |
| Tágra zárt szemek                          | Eyes Wide Shut                            | Stanley Kubrick                    | Warner Bros.          |       |
| Tarzan                                     | Tarzan                                    | Chris Buck és Kevin Lima           | Buena Vista           |       |
| A tehetséges Mr. Ripley                    | The Talented Mr. Ripley                   | Anthony Minghella                  | Paramount Pictures    |       |
| A Thomas Crown-ügy                         | The Thomas Crown Affair                   | John McTiernan                     | Metro-Goldwyn-Mayer   |       |
| Tíz elveszett év                           | The Deep End of the Ocean                 | Ulu Grosbard                       | Sony / Columbia       |       |
| Toy Story – Játékháború 2.                 | Toy Story 2                               | John Lasseter                      | Buena Vista           |       |
| Tök alsó                                   | Deuce Bigalow: Male Gigolo                | Mike Mitchell                      | Buena Vista           |       |
| Tökéletes katona: A visszatérés            | Universal Soldier: The Return             | Mic Rodgers                        | Sony / Columbia       |       |
| Tűzforró Alabama                           | Crazy in Alabama                          | Antonio Banderas                   | Sony / Columbia       |       |
| Üzenet a palackban                         | Message in a Bottle                       | Luis Mandoki                       | Warner Bros.          |       |
| Vakrepülés                                 | Pushing Tin                               | Mike Newell                        | 20th Century Fox      |       |
| Velem vagy nélküled                        | The Story of Us                           | Rob Reiner                         | Universal Pictures    |       |
| A veszett kutya                            | Lost & Found                              | Jeff Pollack                       | Warner Bros.          |       |
| A világ nem elég                           | The World Is Not Enough                   | Michael Apted                      | Metro-Goldwyn-Mayer   |       |
| Visszavágó                                 | Payback                                   | Brian Helgeland                    | Warner Bros.          |       |
| Wild Wild West – Vadiúj vadnyugat          | Wild Wild West                            | Barry Sonnenfeld                   | Warner Bros.          |       |
| Wing Commander – Az űrkommandó             | Wing Commander                            | Chris Roberts                      | 20th Century Fox      |       |
| Zuhanás                                    | Random Hearts                             | Sydney Pollack                     | Sony / Columbia       |       |

### További bemutatók
| Magyar cím                    | Eredeti cím                       | Rendező         | [ 5 ] |
| ----------------------------- | --------------------------------- | --------------- | ----- |
| A fiúk nem sírnak             | Boys Don't Cry                    | Kimberly Peirce |       |
| Szellemkutya – Szamuráj módra | Ghost Dog: The Way of the Samurai | Jim Jarmusch    |       |
| Szerelmesek                   | Lovers                            | Jean-Marc Barr  |       |
| Az utolsó hárem               | Harem suaré                       | Ferzan Özpetek  |       |

## Díjak, fesztiválok
- 71. Oscar-gála (március 1.)
  - Legjobb film: Szerelmes Shakespeare
  - Legjobb rendező: Steven Spielberg (Ryan közlegény megmentése)
  - Legjobb férfi főszereplő: Roberto Benigni (Az élet szép)
  - Legjobb női főszereplő: Gwyneth Paltrow (Szerelmes Shakespeare)
  - Legjobb külföldi fílm: Az élet szép, rendezte: Roberto Benigni
- 56. Golden Globe-gála (január 24.)
  - Legjobb film (dráma): Ryan közlegény megmentése
  - Legjobb film (vígjáték): Szerelmes Shakespeare
  - Legjobb rendező: Steven Spielberg (Ryan közlegény megmentése)
  - Legjobb színész (dráma): Jim Carrey (Truman show)
  - Legjobb színésznő (dráma): Cate Blanchett (Elizabeth)
  - Legjobb színész (vígjáték): Michael Caine (Little Voice)
  - Legjobb színésznő (vígjáték): Gwyneth Paltrow (Szerelmes Shakespeare)
- 24. César-gála (február 27.)
  - Legjobb film: Élet, amiről az angyalok álmodnak, rendezte: Erick Zonca
  - Legjobb rendező: Patrice Chéreau – Aki szeret engem, vonatra ül
  - Legjobb színész: Jacques Villeret – Dilisek vacsorája
  - Legjobb színésznő: Élodie Bouchez – Élet, amiről az angyalok álmodnak
  - Legjobb külföldi film: Az élet szép, rendezte: Roberto Benigni
- 1999-es cannes-i filmfesztivál (május 12–23.)
  - Arany Pálma: Rosetta – rendező: Jean-Pierre  és Luc Dardenne
  - Nagydíj: L’humanité (Emberiség) – rendező: Bruno Dumont
  - a zsűri díja: A carta (A levél) – rendező: Manoel de Oliveira
  - legjobb rendezés díja: Todo sobre mi madre (Mindent anyámról) – rendező: Pedro Almodóvar
  - legjobb női alakítás díja:
    - Séverine Caneele – L’humanité (Emberiség)
    - Émilie Dequenne – Rosetta (Rosetta)

  - legjobb férfi alakítás díja: Emmanuel Schotté – L’humanité (Emberiség)
  - legjobb forgatókönyv díja: Moloh (Molokh) – forgatókönyvíró: Jurij Arabov
- Velencei Nemzetközi Filmfesztivál (szeptember 1–11.)
  - Arany Oroszlán: Mindenki megvan, (Csang Ji Mou)
  - Férfi szereplő: Jim Broadbent (Felfordulás)
  - Női szereplő: Nathalie Baye (Pornográf viszonyok)
  - Zsűri különdíja: Abbas Kiarostami (Elszállnak a széllel)
- Berlini Nemzetközi Filmfesztivál (február 10–21.)
  - Arany Medve: Az őrület határán
  - Ezüst Medve: Mifune utolsó dala
  - Rendező: Stephen Frears (Hi-Lo Country)
  - Férfi szereplő: Michael Gwisdek (Éjszakai jelenések)
  - Női szereplő: Juliane Köhler és Maria Schrader (Aimée és Jaguár)
- 1999-es Magyar Filmszemle

## Halálozások
- január 15. – Betty Box filmproducer
- január 23. – Joe D'Amato olasz filmrendező (* 1936)
- február 20. – Gene Siskel filmkritikus, Siskel and Ebert
- március 5. – Richard Kiley színész
- március 6. – Kardos Ferenc rendező
- március 7. – Stanley Kubrick rendező
- március 13. – Garson Kanin forgatókönyvíró, rendező
- április 14. – Ellen Corby színész, Walton nagymama a The Waltons-ban
- április 21. – Buddy Rogers színész, Mary Pickford férje
- április 28. – Rory Calhoun színész
- május 2. – Oliver Reed színész
- május 8. – Dirk Bogarde színész
- május 21. – Vanessa Brown színésznő
- június 11. – DeForest Kelley, színész
- június 19. – Mario Soldati olasz filmrendező
- június 29. – Allan Carr producer
- július 1. – Edward Dmytryk rendező
- július 1. – Sylvia Sidney színésznő
- július 2. – Mario Puzo forgatókönyvíró
- augusztus 4. – Victor Mature színész
- augusztus 7. – Brion James színész
- szeptember 9. – Ruth Roman színésznő
- szeptember 14. – Charles Crichton rendező
- szeptember 22. – George C. Scott színész
- november 3. – Ian Bannen színész
- december 3. – Madeline Kahn színésznő
- december 17. – Rex Allen színészr, énekes
- december 19. – Desmond Llewelyn színész
- december 21. – Robert Bresson rendező
- december 23. – Lois Hamilton színésznő